# Deense kampioenschappen veldrijden
De Deense kampioenschappen veldrijden zijn een jaarlijks terugkerende wedstrijd om te bepalen welke veldrijder er kampioen van Denemarken wordt.

## Elite

### Mannen
| Jaar | Plaats     | Goud                      | Zilver                    | Brons                  |
| 2022 | Aarhus     | Simon Andreassen          | Gustav Frederik Dahl      | Karl-Erik Rosendahl    |
| 2021 | Aarhus     | Sebastian Carstensen Fini | Jonas Lindberg            | Ian Millennium         |
| 2020 | Slagelse   | Sebastian Carstensen Fini | Jonas Lindberg            | Lasse Laugesen         |
| 2019 | Odense     | Sebastian Carstensen Fini | Kenneth Hansen            | Joachim Parbo          |
| 2018 | Holbæk     | Sebastian Fini Carstensen | Kenneth Hansen            | Niels Bech Rasmussen   |
| 2017 | Odder      | Simon Andreassen          | Sebastian Carstensen Fini | Kenneth Hansen         |
| 2016 | Kalundborg | Simon Andreassen          | Kenneth Hansen            | Klaus Nielsen          |
| 2015 | Fredericia | Benjamin Justesen         | Søren Nissen              | Joachim Parbo          |
| 2014 | Sorø       | Jonas Pedersen            | Kenneth Hansen            | Joachim Parbo          |
| 2013 | Vejen      | Kenneth Hansen            | Jonas Pedersen            | Tommy Moberg Nielsen   |
| 2012 | Haderslev  | Kenneth Hansen            | Jonas Pedersen            | Tommy Moberg Nielsen   |
| 2011 | Haderslev  | Kenneth Hansen            | Joachim Parbo             | Tommy Moberg Nielsen   |
| 2010 | Aarhus     | Joachim Parbo             | Tommy Moberg Nielsen      | Kenneth Hansen         |
| 2009 | Helsingør  | Joachim Parbo             | Christian Poulsen         | Tommy Moberg Nielsen   |
| 2008 | Kolding    | Christian Poulsen         | Joachim Parbo             | Tommy Moberg Nielsen   |
| 2007 | Varde      | Joachim Parbo             | Tommy Moberg Nielsen      | Christian Poulsen      |
| 2006 | Korsør     | Joachim Parbo             | Anders Klinkby            | Tommy Moberg Nielsen   |
| 2005 | Skive      | Kim Petersen              | Tommy Moberg Nielsen      | Joachim Parbo          |
| 2004 |            | Kim Petersen              | Joachim Parbo             | Tommy Moberg Nielsen   |
| 2003 |            | Tommy Moberg Nielsen      | Thomas Christian Bonne    | Joachim Parbo          |
| 2002 |            | Kim Petersen              | Tommy Moberg Nielsen      | Thomas Christian Bonne |
| 2001 | Odense     | Henrik Djernis            | Peter Riis Andersen       | René Lohse             |
| 2000 | Fredericia | Henrik Djernis            | René Lohse                | Thomas Christian Bonne |
| 1999 | Risskov    | Jesper Agergård           | Thomas Christian Bonne    | Henrik Djernis         |
| 1998 | Middelfart | Henrik Djernis            | Klaus Nielsen             | Thomas Christian Bonne |
| 1997 | Odense     | Henrik Djernis            | Jesper Agergård           | Klaus Nielsen          |
| 1996 | Fredericia | Henrik Djernis            | Michael Jørgensen         | Jesper Agergård        |
| 1995 | Vejen      | Henrik Djernis            | Jan Erik Østergaard       | Michael Jørgensen      |
| 1994 |            | Henrik Djernis            | Michael Jørgensen         | Mark Tune Madsen       |
| 1993 |            | Henrik Djernis            | Jan Erik Østergaard       | Peter Faldt-Jensen     |
| 1992 |            | Henrik Djernis            | Michael Jørgensen         | Jan Erik Østergaard    |
| 1991 |            | Henrik Djernis            | Michael Jørgensen         | Thomas Nørup           |
| 1990 |            | Henrik Djernis            | Michael Jørgensen         | Ernst Hansen           |
| 1989 |            | Henrik Djernis            | Michael Jørgensen         | Alan Möller            |
| 1988 |            | Henrik Djernis            |                           |                        |
| 1987 |            | Henrik Djernis            | Alan Möller               | Arne Jörgensen         |
| 1986 |            | Henrik Djernis            | Alan Möller               | Jan Aling              |
| 1985 |            | Henrik Djernis            | Jan Erik Østergaard       | Palle Andersen         |
| 1984 |            | Alan Möller               | Palle Andersen            | Jan Erik Østergaard    |
| 1983 |            | Alan Möller               | Leif Jørgensen            | Palle Andersen         |
| 1982 |            | Alan Möller               | Leif Jørgensen            | Palle Andersen         |
| 1981 |            | Alan Möller               | Leif Jørgensen            | Palle Andersen         |
| 1980 |            | Alan Möller               | Leif Jørgensen            | Palle Andersen         |
| 1979 |            | Leif Jørgensen            | Eigil Sørensen            | Palle Andersen         |
| 1978 |            | Leif Jørgensen            | Alan Möller               | Per Breinholt          |
| 1977 |            | Leif Jørgensen            | Eigil Sørensen            | Gunnar Vangsgaard      |
| 1976 |            | Leif Jørgensen            | Benny Pedersen            | Gunnar Vangsgaard      |

#### Meervoudige winnaars
| Overwinningen | Veldrijder                | Jaren                |
| ------------- | ------------------------- | -------------------- |
| 16            | Henrik Djernis            | 1985-1998, 2000-2001 |
| 5             | Alan Möller               | 1980-1984            |
| 4             | Leif Jørgensen            | 1976-1979            |
| 4             | Joachim Parbo             | 2006-2007, 2009-2010 |
| 4             | Sebastian Carstensen Fini | 2018-2021            |
| 3             | Kenneth Hansen            | 2011-2013            |
| 3             | Kim Petersen              | 2002, 2004-2005      |
| 3             | Simon Andreassen          | 2016-2017, 2022      |

### Vrouwen
| Jaar | Plaats     | Goud                 | Zilver                  | Brons                   |
| 2022 | Aarhus     | Caroline Bohé        | Caecilie Christoffersen | Mie Pedersen            |
| 2021 | Aarhus     | Caroline Bohé        | Sofie Heby Pedersen     | Signe Koch              |
| 2020 | Slagelse   | Caroline Bohé        | Anna-Sofie Nørgaard     | Barbara Marie Holm      |
| 2019 | Odense     | Caroline Bohé        | Viktoria Smidth Knudsen | Signe Koch              |
| 2018 | Holbæk     | Malene Degn          | Caroline Bohé           | Kristina Thrane         |
| 2017 | Odder      | Malene Degn          | Caroline Bohe           | Mie Saabye              |
| 2016 | Kalundborg | Caroline Bohe        | Malene Degn             | Margriet Kloppenburg    |
| 2015 | Fredericia | Annika Langvad       | Helle Haugaard Jessen   | Cathrine Grage          |
| 2014 | Sorø       | Annika Langvad       | Margriet Kloppenburg    | Cathrine Grage          |
| 2013 | Vejen      | Margriet Kloppenburg | Cathrine Grage          | Helle Qvortrup Bachmann |
| 2012 | Haderslev  | Nikoline Hansen      | Margriet Kloppenburg    | Signe Strandvig         |
| 2011 | Haderslev  | Annika Langvad       | Margriet Kloppenburg    | Nikoline Hansen         |
| 2010 | Aarhus     | Nikoline Hansen      | Mette Andersen          | Birgitte Bernt Nielsen  |
| 2009 | Helsingør  | Nikoline Hansen      | Birgitte Bernt Nielsen  | Trine Lorentzen         |
| 2008 | Kolding    | Nikoline Hansen      | Maria Kruse             | Birgitte Bernt Nielsen  |
| 2007 | Varde      | Karin Jacobsen       | Nikoline Hansen         | Mie Brix Hansen         |
| 2006 | Korsør     | Julie Bollerup       | Janni Nielsen           | Nina Hovn Lieb          |
| 2005 | Skive      | Mette Andersen       | Janni Nielsen           | Karin Jacobsen          |
| 2004 |            | Nadine Bruhn         | Karin Jacobsen          | Lis Jacobsen            |
| 2003 |            | Mette Andersen       | Nadine Bruhn            | Karin Jacobsen          |
| 2002 |            | Mette Andersen       | Karin Jacobsen          | Lis Jacobsen            |
| 2001 | Odense     |                      |                         |                         |
| 2000 | Fredericia | Karin Jacobsen       |                         |                         |

#### Meervoudige winnaars
| Overwinningen | Veldrijder      | Jaren           |
| ------------- | --------------- | --------------- |
| 5             | Caroline Bohé   | 2016, 2019-2022 |
| 4             | Nikoline Hansen | 2008-2010, 2012 |
| 3             | Mette Andersen  | 2002-2003, 2005 |
| 3             | Annika Langvad  | 2011, 2014-2015 |
| 2             | Karin Jacobsen  | 2000, 2007      |
| 2             | Malene Degn     | 2017-2018       |

## Beloften (U23)

### Mannen U23
| Jaar | Plaats     | Goud                      | Zilver                  | Brons                 |
| 2022 | Aarhus     | Oliver Vedersø Sølvhøj    | Daniel Thoudahl         | einde veld            |
| 2021 | Aarhus     | Oliver Vedersø Sølvhøj    | Gustav Frederik Dahl    | Joshua Arnos Gudnitz  |
| 2020 | Slagelse   | Joshua Arnos Gudnitz      | Markus Kaad Heuer       | Mads Høiberg Klinke   |
| 2019 | Odense     | Andreas Lund Andresen     | Jonas Lindberg          | Rasmus Gøtke          |
| 2018 | Holbæk     | Jonas Lindberg            | Carl Erik Sørensen      | Andreas Lund Andresen |
| 2017 | Odder      | Andreas Lund Andresen     | Niels Rasmussen         | Louis Bendixen        |
| 2016 | Kalundborg | Sebastian Carstensen Fini | Anders Bregnhøj         | Jonas Lindberg        |
| 2015 | Fredericia | Sebastian Carstensen Fini | Nikolaj Ruud Ostergaard | Tobias Mørch Kongstad |

## Junioren (U19)

### Mannen U19
| Jaar | Plaats                   | Goud                      | Zilver                   | Brons                    |
| 2022 | Aarhus                   | Daniel Nielsen            | Mads Landbo              | Frederik Lykke           |
| 2021 | afgelast wegens COVID-19 | afgelast wegens COVID-19  | afgelast wegens COVID-19 | afgelast wegens COVID-19 |
| 2020 | Slagelse                 | Gustav Wang               | Oliver Vedersø Sølvhøj   | Tobias Lillelund         |
| 2019 | Odense                   | Joshua Amos Gudnitz       | Markus Kaad Heuer        | Tobias Lillelund         |
| 2018 | Holbæk                   | Joshua Amos Gudnitz       | Ian Millennium           | Mikkel Bertelsen         |
| 2017 | Odder                    | Anders Lilliendal         | Oliver Emil Errebo       | Alexander Andersen       |
| 2016 | Kalundborg               | Christian Storgaard       | Carl Erik Sørensen       | Niklas Patino            |
| 2015 | Fredericia               | Simon Andreassen          | Anthon Charmig           | Christian Storgaard      |
| 2014 | Sorø                     | Simon Andreassen          | Tobias Mørch Kongstad    | Anders Bregnhøj          |
| 2013 | Vejen                    | Sebastian Carstensen Fini | Louis Bendixen           | Mikkel Møller            |
| 2012 | Haderslev                | Simon Hamann-Larsen       | Magnus Skjoth            | Niels Rasmussen          |
| 2011 | Haderslev                | Magnus Cort Nielsen       | Emil Arvid Olsen         | Nikolaj Ruud Ostergaard  |
| 2010 | Aarhus                   | Jonas Pedersen            | Emil Arvid Olsen         | Kristian Axelsen         |
| 2009 | Helsingør                | Kenneth Hansen            | Nicolaj Hansen           | Jeppe Lykke Nielsen      |
| 2008 | Kolding                  | Jonas Schau Guddal        | Kenneth Hansen           | Simon Qvortrup           |
| 2007 | Varde                    | Morten Gregersen          | Michael Kohberg          | Jonas Schau Guddal       |
| 2006 | Korsør                   | Jannik Hyldtoft Hansen    | Morten Gregersen         | Michael Kohberg          |

Winnaars eerdere edities
| - 1976 : Mads Vejbye - 1977 : Palle Andersen - 1978 : Jan Jensen - 1979 - 1980 : Lars Berthelsen - 1981 : - 1982 : - 1983 : Henrik Djernis - 1984 : Henrik Djernis - 1985 : | - 1986 : - 1987 : - 1988 : - 1989 : Michael Rosborg - 1990 : Peter Skjold - 1991 : Mark Tune Madsen - 1992 : Kim Bang Sørensen - 1993 : Jesper Agergård - 1994 : Klaus Nielsen - 1995 : René Lohse | - 1996 : René Lohse - 1997 : René Lohse - 1998 : Kim Petersen - 1999 : Kim Petersen - 2000 : Dan Andersen - 2001 : - 2002 : Søren Søby Jørgensen - 2003 : Michael Qvindbjerg - 2004 : Michael Qvindbjerg - 2005 : Brian Vile |

### Vrouwen U19
| Jaar | Plaats | Goud            | Zilver                          | Brons           |
| 2022 | Aarhus | Julie Lillelund | Olympia Bianca Norrid-Mortensen | Line Juul Balle |

Kampioenschappen:  Wereldkampioenschappen ·
 Europese kampioenschappen ·
 Pan-Amerikaanse kampioenschappen
 België ·
 Canada ·
 Denemarken ·
 Duitsland ·
 Finland ·
 Frankrijk ·
 Hongarije ·
 Ierland ·
 Italië ·
 Japan ·
 Kroatië ·
 Luxemburg ·
 Nederland ·
 Nieuw-Zeeland ·
 Noorwegen ·
 Oostenrijk ·
 Polen ·
 Servië ·
 Slowakije ·
 Spanje ·
 Tsjechië ·
 Verenigd Koninkrijk ·
 Verenigde Staten ·
 Zweden ·
 Zwitserland
Klassementen:  Wereldbeker ·
 Superprestige ·
 X²O Badkamers Trofee ·
 HSF System Cup ·
 USCX Series ·
 Coupe de France ·
 National Trophy Series ·
 Giro d'Italia Ciclocross ·
 Copa de España ·
 New England Series ·
 Swiss Cyclocross Cup
Overig:  Exact Cross
Voormalig:  EKZ CrossTour ·  Rectavit Series ·  US Cup